# Думбовачки водопад
Думбовачки водопад се налази на истоименом потоку, на Фрушкој гори, до којег се може доћи истом раздаљином од излетишта Бранковац, манастира Беочин и манастира Раковац, ако се прати шумски пут и ознаке.
Скривен од случајних пролазника у густој шуми са око пет метара високе стрмине, Думбовачки поток се накратко прелама и образује водопад. Током сушног периода и великих врућина не пресушује, али се знатно смањи проток воде. Долазак до њега представља мали изазов, поготово путем са Бранковца. Пут је опасан и стрм, тако да је потребна посебна пажња и одговарајућа опрема.